# Egyiptom tervezett fővárosa
Egyiptom tervezett fővárosa építés alatt álló település Kairótól keletre. A projekt neve arabul: العاصمة الإدارية الجديدة (Al-ʿĀṣima al-ʾIdāriyya el-gedīda), angolul New Administrative Capital, rövidítve: NAC.
Építését 2017-ben kezdték meg, miután 2015. március 13-án az Egyiptomi Közgazdasági Fejlesztési Konferencián Egyiptom akkori lakhatásügyi minisztere, jelenlegi miniszterelnöke, Mosztafa Madbuli bejelentette, hogy új fővárost terveznek építeni Kairó tehermentesítése céljából. A világ eddigi legnagyobb célzottan épített fővárosáról van szó, népességét 6,5 milliósra, területét 700 négyzetkilométeresre tervezik.
Nevét illetően több lehetséges verzió is szóba került. Elképzelhető, hogy neve Vedian lesz, mely az egyiptomi arab vádi szóból származik, ami magyarul annyit tesz, völgy. A vedian a szó többes száma, vagyis a tervezett város nevének jelentése völgyek. Emellett többen támogatják az Új Memphisz elnevezést is, utalva az ókori Egyiptom egyik fővárosára, az ősi világ egyik legnagyobb településére, Memphiszre.

## Elhelyezkedés
Az új várost Kairótól 45 kilométerre keletre építik meg, Szuez irányában. Ez alapján a második nagyobb kairói körgyűrűn kívül fog elhelyezkedni. Az új várost teljességgel zöldmezős beruházásként valósítják meg, a kijelölt területen korábban csak sivatag volt található. A projekt tervezett területe 700 négyzetkilométer, ez nagyjából Szingapúr méretének feleltethető meg.

## Tervek
A város tervezett népessége 6,5 millió fő. A már említett völgyek elnevezés 12 völgyre utal, melyeket külön-külön egy-egy szektor központjának szánnak, vagyis nem csak közigazgatási központot kívánnak felhúzni, hanem többek között pénzügyi, oktatási, egészségügyi központot is.
A tervek szerint a város 21 lakónegyedből és 25, előre meghatározott célt szolgáló városnegyedből áll majd. Belvárosában felhőkarcolók állnak, köztük az Afrika legmagasabb épületének tervezett Iconic Tower, valamint az 1000 méteres magasságával a világ legmagasabb épületének tervezett, fáraókori obeliszkeket idéző Oblisco Capitale. Többek között az amerikai Fehér Háznál nyolcszor nagyobb elnöki palotát terveznek építeni, a londoni Heathrow-t meghaladó méretű repülőtérrel számolnak, Afrika legmagasabb minaretjét tervezik felhúzni, illetve a város közepére egy, a New York-i Central Park területénél kétszer nagyobb zöldfelületet terveznek létrehozni. Épül emellett 90 négyzetkilométernyi napenergiafarm, egy Disneylandnél négyszer nagyobb vidámpark, egy elektromos vasút, amely Kairóval köti össze, illetve egy új nemzetközi repülőtér az egyiptomi légierő egyik bázisa, a Vádi al-Dzsandali repülőtér helyén. Ezeken túlmenőleg terveznek építeni 40 000 hotelszobát, 663 kórházat, 1250 mecsetet és templomot, illetve 2000 oktatási intézményt, technológiai és innovációs parkot. Nem csak a tervek, hanem a költségek is igazán jelentősek. Ezt tetézi, hogy nagy körülötte a bizonytalanság, melyet az egyiptomi korrupció is erősít. 2019-ben az elnök, Abd el-Fattáh esz-Szíszi felavatta a Közel-Kelet legnagyobb keresztény templomát és Egyiptom legnagyobb mecsetét a városban.

## Nevezetességei
- Iconic Tower Egyiptom és Afrika legnagyobb felhőkarcolója.[18]
- Oblisco Capitale (tervezett) fáraókori obeliszket idéző felhőkarcoló, melynek átadását 2030-ra tervezik; 1000 méteres magasságával a világ legmagasabb épülete lesz.[19]
- Krisztus születése katedrális, a világ legnagyobb keleti ortodox, a Közel-Kelet legnagyobb keresztény temploma.[20]
- Al-Fattah al-Alím-mecset, Egyiptom legnagyobb mecsete és az egyik legnagyobb az egész arab világban[21][22]
- Fővárosi Park, más néven Zöld folyó: a város teljes hosszán végighúzódó park, amely a Kairót átszelő Nílust jelképezi. Harmincöt kilométeres hosszával a New York-i Central Park területének dupláját éri majd el. A park már kialakítás alatt áll.[23][24]
- Oktogon: Egyiptom védelmi minisztériumának új központja, a Közel-Kelet legnagyobb ilyen jellegű épülete, hasonló az amerikai Pentagonhoz.[25][26]
- Fővárosi nemzetközi repülőtér: az új főváros nemzetközi repülőtere lesz, egyik célja a kairói nemzetközi repülőtér tehermentesítése.[27][28]

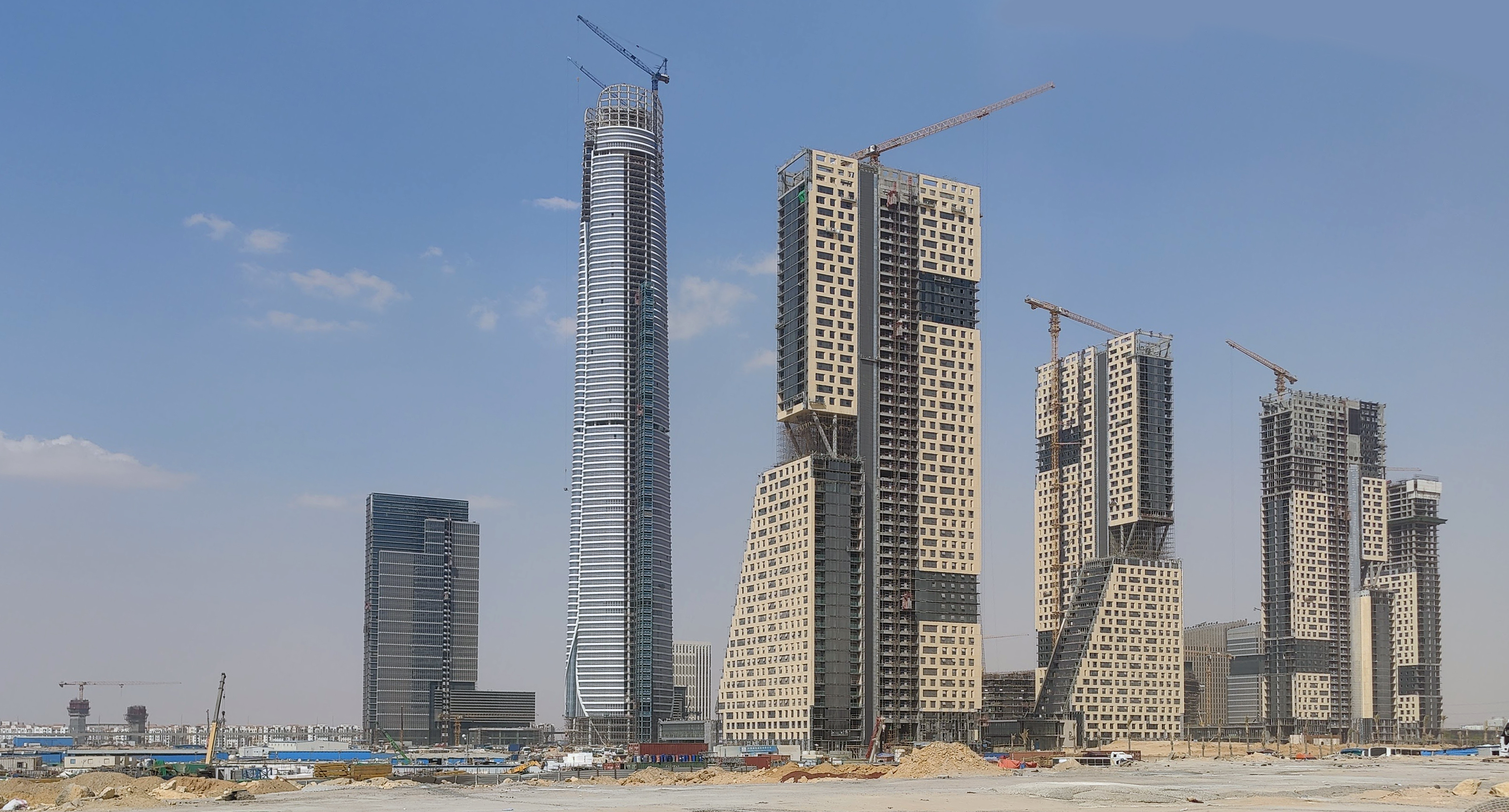
Épülő toronyházak (2022)
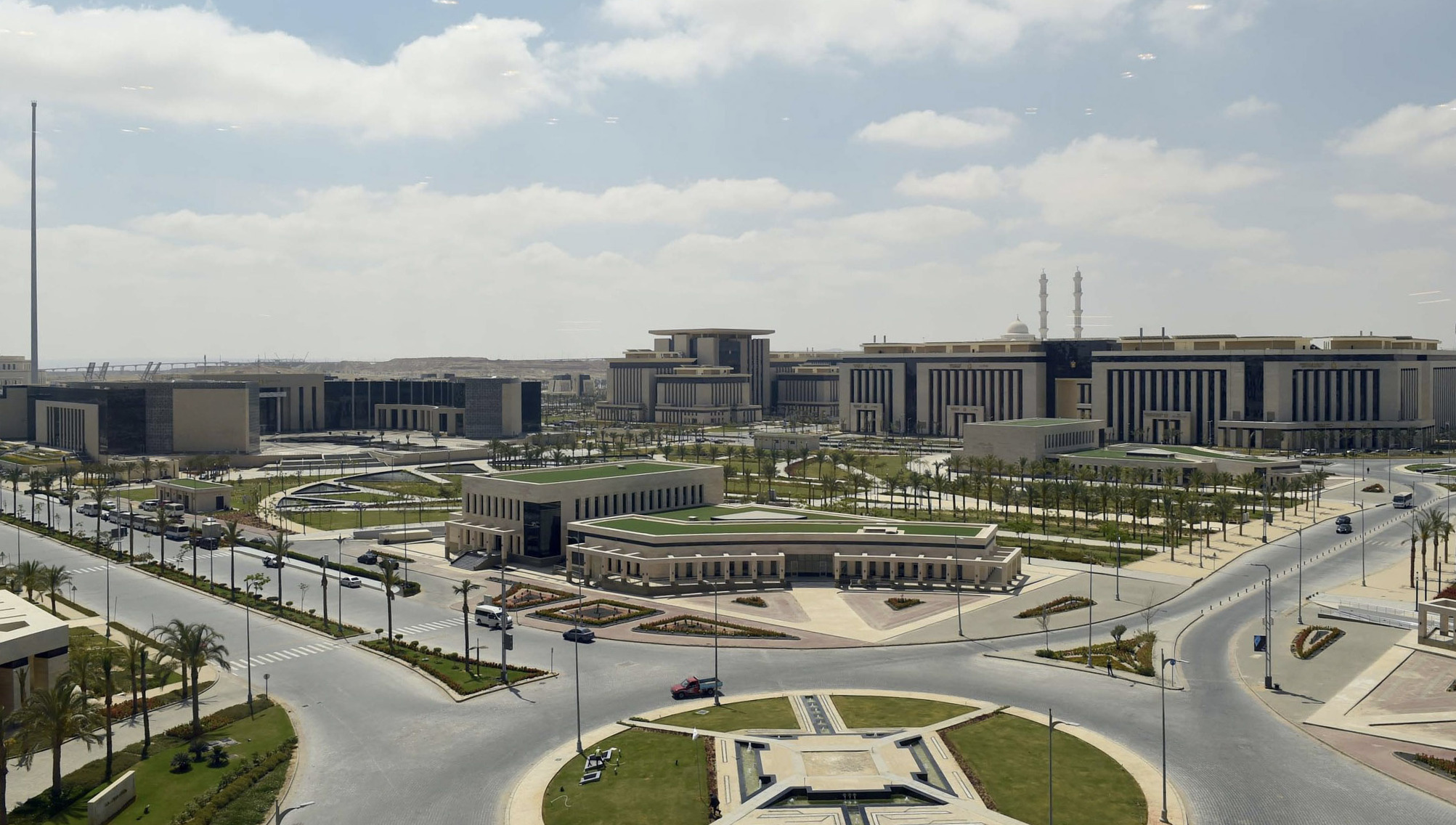
A kormányzati negyed
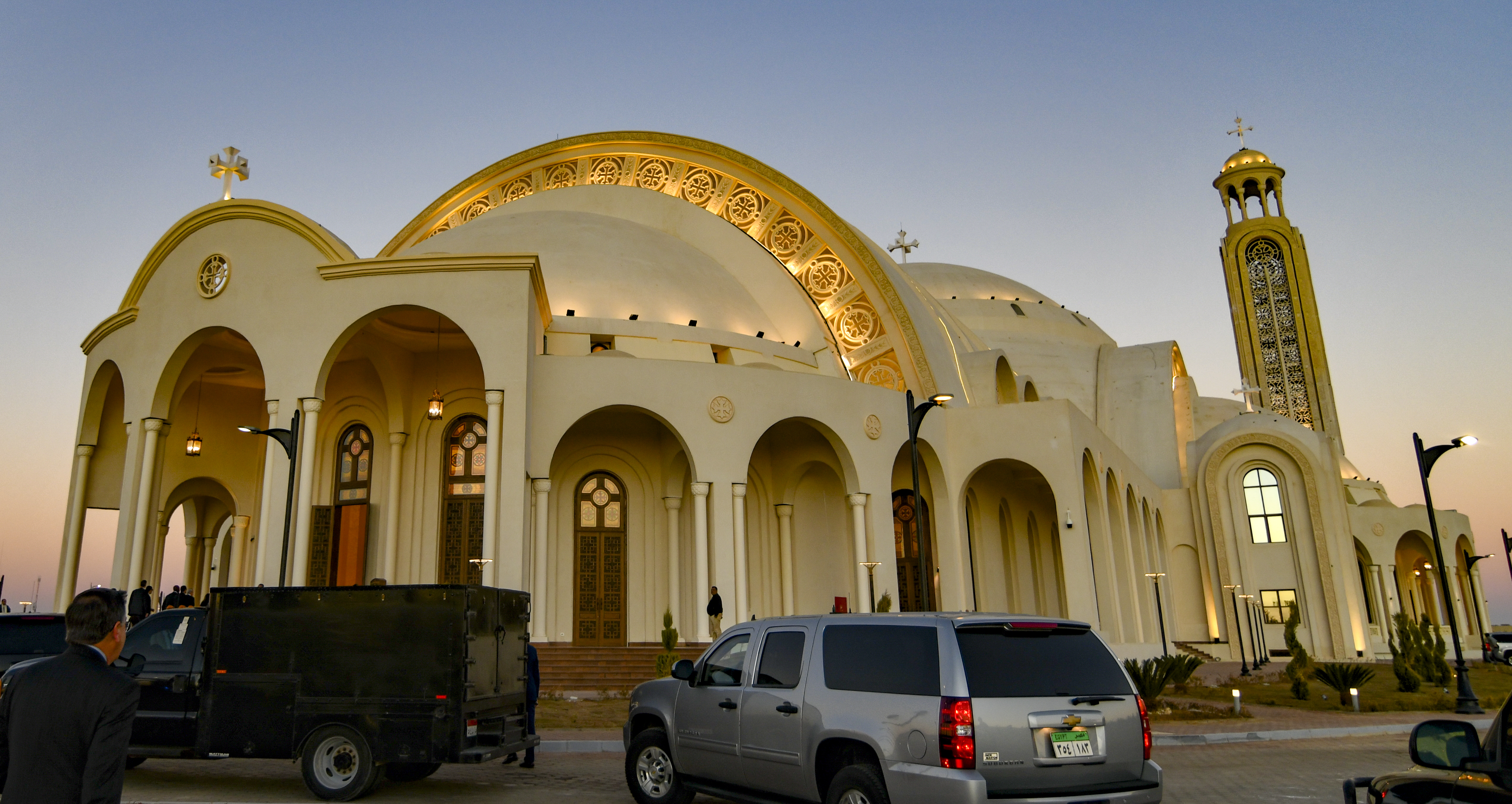
Krisztus Születése katedrális
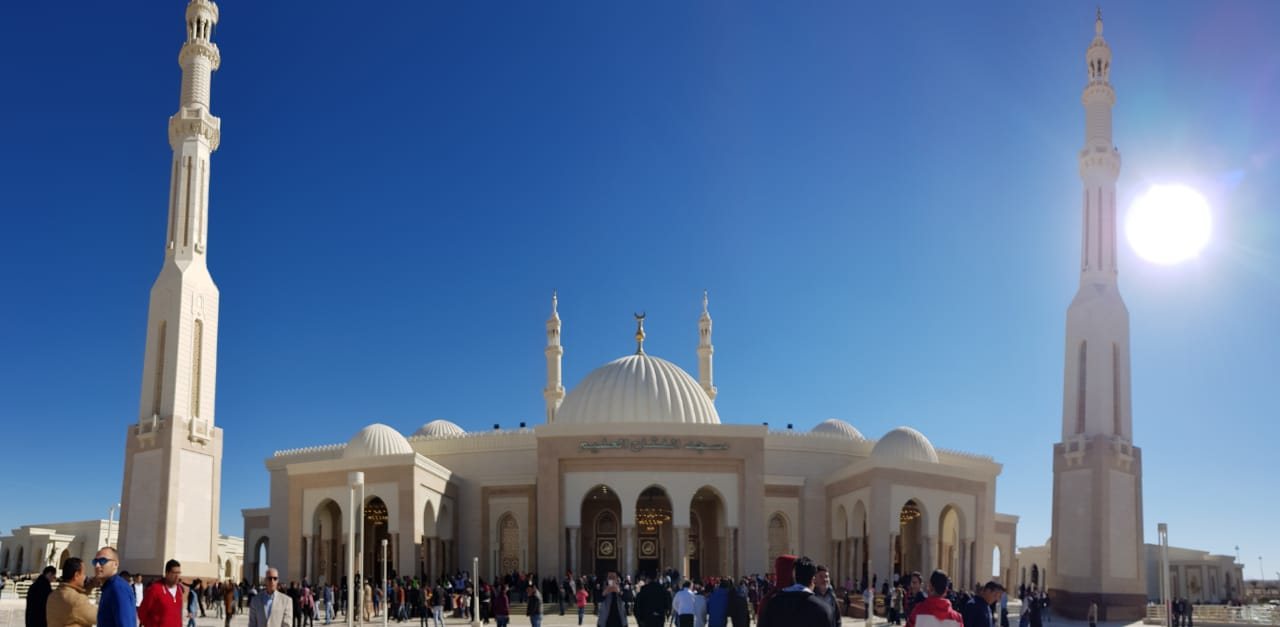
Al-Fattáh al-Alím-mecset
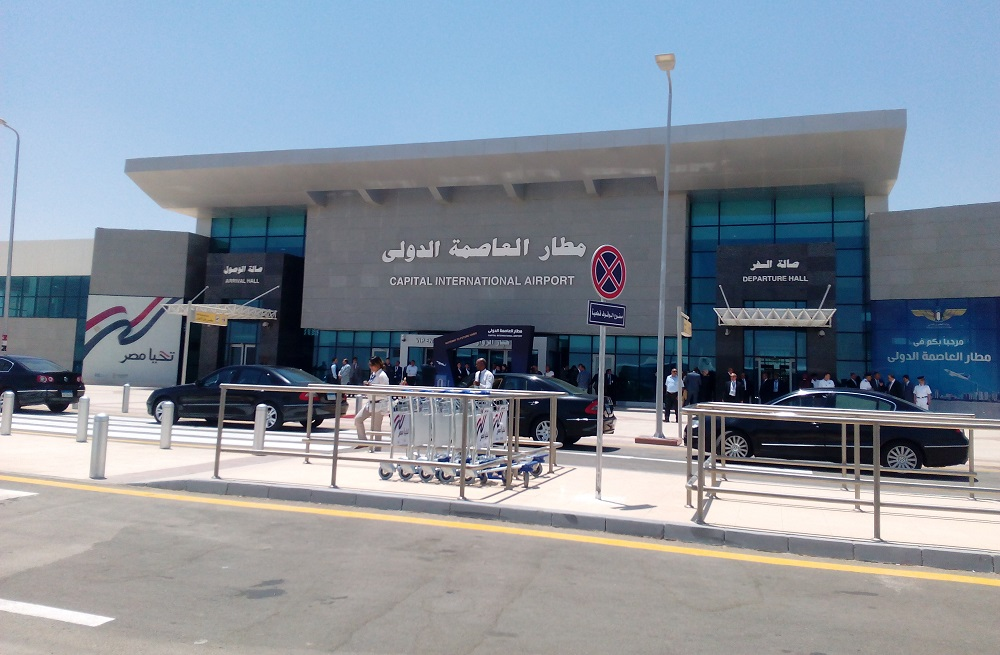
A nemzetközi repülőtér